# Роди ссавців України

Місце роду в системі опису біорізноманіття

Роди́ ссавці́в Украї́ни — перелік родів, відомих у складі сучасної теріофауни України. Роди поділяють на види і об'єднують у родини; назва роду присутня як у назві кожного виду, так і у назві родини. Опис і моніторинг біорізноманіття кожного природного регіону або країни починається з визначення й аналізу складу родів.

## Рід як одиниця опису біорізноманіття
Рід є однією з основних одиниць опису біологічного різноманіття. За винятком великих ссавців (переважно зі складу макрофауни і мисливської фауни), уточнення видового складу фауни та ідентифікація кожного окремого зразка вимагають участі фахівців з відповідних груп. Ідентифікація видів також ускладнена наявністю значної кількості видів-двійників та морфологічно близьких видів, а також нерідкісних випадків міжвидової гібридизації.
В кожному природному місцезнаходженні рід представлений, як правило, одним видом. Це правило особливо характерне для середньорозмірних і великорозмірних ссавців. Для дрібних ссавців (мишовиді гризуни, кажани) це правило не діє, і між видами одного роду виникає більш тонка диференціація за біотопами, що дозволяє уникнути міжвидової конкуренції. Теоретично в одному місцезнаходженні може існувати до 6 видів ссавців («правило 6 видів» В. О. Межжеріна), проте на практиці навіть найбагатші за видовим складом роди ссавців фауни України (Microtus, Myotis, Mustela та ін.) мають доволі значну диференціацію не тільки за географією, але й за біотопами, так і за екоморфологічними ознаками.

## Загальний обсяг

Зміни кількості родів ссавців, визнаних у складі теріофауни України, упродовж XX ст.

Перелік включає близько 80 родів, що об'єднуються у 32 родини 10 рядів 5 надрядів. Ці роди представлені 150 видами, рахуючи 15 видів, вимерлих у літописні часи або ймовірно вимерлих, та 21 адвентивний вид (інтродукованих, інвазійних і свійських тварин), а також 7 «фантомних видів», статус або присутність яких у фауні України докладно не доведена, а лише припускається.
Монотипні роди характерні для бідних за родинним і видовим складом рядів, високий рівень політипності характерний для родів із таксономічно багатих рядів або надрядів, зокрема, гризунів і хижих.
Кількість родів у складі фауни за працями різної давнини відрізняється. Це пов'язано з двома ключовими факторами:
- вимиранням одних видів і інтродукцією інших груп ссавців,
- підвищення рангів таксонів, раніше визнаних як підроди.

| Ряд або підряд         | Родів |
| ---------------------- | ----- |
| зайцеподібні           | 2     |
| гризуни немишовиді     | 15    |
| гризуни мишовиді       | 17    |
| комахоїдні             | 7     |
| кажани                 | 11    |
| хижі (вкл. ластоногих) | 13    |
| китоподібні            | 3+1?  |
| конеподібні            | 1     |
| оленеподібні           | 11    |

## Видове багатство родів
Співвідношення обсягів різних за рангом таксономічних груп у складі регіональної фауни є невипадковим. В середньому в межах фауни України, як і загалом східноєвропейської фауни, один ряд представлений 3,88 родинами, кожна родина — 2,65 родами, в одному роді в межах регіону в середньому є 1,73 виду. З іншого боку, порівняння показників представленості світової фауни на регіональному рівні дає відповідні значення: у Східній Європі представлено 29,6 % відомих рядів, 22,8 % родин, 7,2 % родів та 3,1 % видів ссавців світової фауни.
абсолютна більшість представлених у фауні регіону таксономічних груп характеризується трьома особливостями, що визначають стійкість сучасної класифікації на регіональному рівні:
1. більшість родів представлена у фауні регіону їхніми типовими видами,
2. більшість родів є типовими для наявних в регіоні (і світовій фауні загалом) родин,
3. більшість цих таксонів і їх назв є найдавнішими в історії класифікації і, відповідно, їх назви є найстабільнішими.

## Таблиця родів і типових видів
Роди представлено в систематичному порядку. Дані Червоної книги України (ЧКУ) наведено відносно видання 2009 року. В основу таксономії покладено сучасні огляди фауни (зокрема Mammal Species of the World, 2005) та перелік таксонів на сайті Українського теріологічного товариства НАНУ. Під «давніми назвами рядів» маються на увазі назви, використанні в останньому монографічному зведенні щодо теріофауни України — «Визначник ссавців України» (Корнєєв, 1965).
| № | Зображення          | Назви українською та латиною          | Видів в Україні | З них в ЧКУ | Типовий представник в Україні і найголовніші особливості роду | Родина                      |
| --- | ------------------- | ------------------------------------- | --------------- | --- | --- | --------------------------- |
| ряд зайцеподібні — Leporiformes (давня назва — «зайцеподібні (Lagomorpha)»)                                         |                     |                                       |                 | | |                             |
| 1 |                     | кріль Oryctolagus Lilljeborg, 1871    | 1               | 0 | Oryctolagus cuniculus — Кріль європейський Рід представлений дикою і свійськими формами. Дика форма є адвентивною і поширена переважно у пн.-зх. Причорномор'ї. Свійську форму часто утримають у напіввільних умовах. Гризуни з виразною середовищетвірною роллю завдяки риттю нір. | зайцеві (Leporidae)         |
| 2 |                     | Заєць Lepus Linnaeus, 1758            | 2               | 1 | Lepus europaeus — заєць сірий Поширений і добре відокремлений рід. Відомі випадки гібридизації з кролями (т. зв. тумаки). Повсюдно поширений тільки один вид — заєць сірий, натомість на Поліссі співіснують заєць сірий і білий (ЧКУ). Відмінності між видами в теренових умовах незначні. | зайцеві (Leporidae)         |
| ряд Мишоподібні — Muriformes (давня назва — «Гризуни (Rodentia)»). Частина 1: група родин Немишовиді (non-Muroidea) |                     |                                       |                 | | |                             |
| 3 |                     | Нутрія Myocastor Kerr, 1792           | 1               | Myocastor coypus — нутрія болотяна Монотипний чужорідний рід. Завезено в Україну у середині 20 ст. Відомий переважно завдяки напіввільному утриманню. Місцями сформувалися нестійкі природні популяції (Сиваші, Донеччина). Гідрофільний рослиноїдний гризун.                                    | Нутрієві (Myocastoridae) |                             |
| 4 |                     | кавія Cavia Pallas, 1766              | 1               | Cavia porcellus — кавія свійська Політипний чужорідний рід. Широко в культурі з 17 ст. по всьому світу. Відомий майже виключно як свійська (домашня) тварина. Формування природних популяцій відоме тільки за межами України. Рослиноїдний гризун.                                               | Кавієві (Caviidae) |                             |
| 5 |                     | Вивірка Sciurus Linnaeus, 1758        | 1               | Sciurus vulgaris — вивірка лісова Політипний рід, представлений в Україні одним поліморфним видом. Основну частину території заселяє типова (руда) вивірка, у Карпатах поширена чорна (темна) форма, для якої припускали видовий статус, в Криму та на Дінці вселені алтайські вивірки-телеутки. | Вивіркові (Sciuridae) |                             |
| 6 |                     | Ховрах Spermophilus Cuvier, 1825      | 4               | 3 | Spermophilus suslicus — ховрах крапчастий Політипний рід, представлений низкою алопатричних форм напіввидового рангу. Кількість визнаних видів постійно змінюється. На поч. 20 ст. визнавали 2 види, в середині ст. — три, тепер — 4 види. У місцях сходження ареалів відомі зони гібридизації. Відрізняються переважно деталями забарвлення і за каріотипом.                                           | Вивіркові (Sciuridae)       |
| 7 |                     | Бабак Marmota Blumenbach, 1779        | 1+1ex           | 0 | Marmota bobak — бабак степовий Політипний рід, представлений одним відновленим видом (бабак степовий); програми з пошуку або відновлення бабака альпійського безрезультатні. Розглядається як ключова група у структурі степових угруповань завдяки середовищетвірній діяльності. | Вивіркові (Sciuridae)       |
| 8 |                     | Політуха Pteromys Cuvier, 1800        | 0+1ex           | 0 | Pteromys volans — політуха сибірська У роді два види, в межах України був відомий один (до першої третини 20 ст.), проте через скорочення ареалу зник. Відомі вказівки стосуються Центрального Полісся (Київщина, Чернігівщина, Сумщина). Один з найунікальніших родів завдяки здатності до планування. Раніше виокремлювали в родину політухових.                                                      | Вивіркові (Sciuridae)       |
| 9 |                     | Вовчок Glis Brisson, 1762             | 1               | 0 | Glis glis — вовчок сірий . | Вовчкові (Gliridae)         |
| 10 |                     | Ліскулька Muscardinus Kaup, 1829      | 1               | 0 | Muscardinus avellanarius — ліскулька руда . | Вовчкові (Gliridae)         |
| 11 |                     | Соня Dryomys homas, 1906              | 1               | 0 | Dryomys nitedula — соня лісова . | Вовчкові (Gliridae)         |
| 12 |                     | Жолудниця Eliomys Wagner, 1843        | 1ex?            | 1ex? | Eliomys quercinus — жолудниця європейська . | Вовчкові (Gliridae)         |
| 13 |                     | Бобер Castor Linnaeus, 1758           | 1+?             | Castor fiber — бобер європейський . | Боброві (Castoridae) |                             |
| 14 |                     | Мишівка Sicista Gray, 1827            | 4               | 4 | Sicista betulina — мишівка лісова Кількість визнаних видів постійно збільшується: у працях до 1940 р. в межах фауни України визнавали 1 вид — мишівку південну; надалі — два (мишівки степова і лісова), яких тепер розглядають як надвиди з двома аловидами у складі кожного. Характерні для чагарникового степу і узлісь, повсюдно рідкісні. Живляться переважно комахами. Впадають у зимову сплячку. | Мишівкові (Sminthidae)      |
| 15 |                     | Тушкан Allactaga Cuvier, 1837         | 1               | 1 | Allactaga major — тушкан великий . | Стрибакові (Dipodidae)      |
| 16 | [[Файл:\|100пкс\|]] | тушканчик Pygeretmus Gloger, 1841     | 1ex             | Pygeretmus pumilio — тушканчик малий . | Стрибакові (Dipodidae) |                             |
| 17 |                     | Кандибка Stylodipus Allen, 1925       | 1               | 1 | Stylodipus telum — кандибка пустельний . | Стрибакові (Dipodidae)      |
| ряд Мишоподібні — Muriformes (давня назва — «Гризуни (Rodentia)»). Частина 2: Надродина Мишуваті (Muroidea)         |                     |                                       |                 | | |                             |
| 19 |                     | Сліпак Spalax Gueldenstaedt, 1770     | 4               | 3 | Spalax microphthalmus — сліпак звичайний політипний рід, представлений переважно аловидами. Відмінності між видами вкрай незначні, у т.з. за екоморфологічними ознаками, тому в кожній місцевості поширений, як правило, лише один з видів цього роду. Є типовими землериями-рослиноїдами. Місцями наносять велику шкоду городництву.                                                                   | Сліпакові (Spalacidae)      |
| 31 |                     | Щур Arvicola Lacepede, 1799           | 2               | Arvicola amphibius — щур водяний . | хом'якові (Cricetidae) |                             |
| 32 |                     | Полівка Microtus Schrank, 1798        | 10              | 1 | Microtus arvalis — полівка європейська | Щурові (Arvicolidae)        |
| ряд Мідицеподібні — Soriciformes (давня назва — «Комахоїдні (Insectivora)»).                                        |                     |                                       |                 | | |                             |
| 37 |                     | Білозубка Crocidura Wagler, 1832      | 2               | 1 | Crocidura suaveolens — білозубка мала один з найбагатших за видовим складом родів (174 види) світової фауни ссавців. В Україні представлений двома відносно рідкісними видами, один з яких (білозубка велика) внесений до ЧКУ. Хижаки, здатні нападати не тільки на членистоногих, але й дрібних хребетних.                                                                                             | Мідицеві (Soricidae)        |
| 38 |                     | Рясоніжка Neomys Kaup, 1829           | 2               | 1 | Neomys fodiens — рясоніжка велика Високо спеціалізована і, відповідно, не багата за видовим складом група землерийок, представлена у фауні України (і Європи) лише двома близькими видами (один з них в ЧКУ). Пристосовані до життя біля водойм, живляться переважно водними тваринами. | Мідицеві (Soricidae)        |
| 39 |                     | Мідиця Sorex                          | 5               | 1 | Sorex araneus — мідиця звичайна найдрібніші ссавці фауни України, характерні переважно для лісової і лісостепової природних зон і заплав річок; типові хижаки, що полюють на різних безхребетних (комахи, молюски тощо). | Мідицеві (Soricidae)        |
| ряд Лиликоподібні — Vespertilioniformes (давня назва — «Кажани (Chiroptera)»).                                      |                     |                                       |                 | | |                             |
| 60 |                     | Підковик Rhinolophus Lacepede, 1799   | 2+2?            | 2 | Rhinolophus hipposideros — підковик малий типові спелеофіли, поширені переважно в печерних районах півдня і заходу країни (Крим, Поділля, Закарпаття); найуразливіша група ссавців, яка не переносить фактору турбування; осілі, здійснюють лише локальні сезонні міграції; полюють на літаючих комах.                                                                                                  | Підковикові (Rhinolophidae) |
| 61 | [[Файл:\|100пкс\|]] | Довгокрил Miniopterus Bonaparte, 1837 |                 | | Miniopterus schreibersii — довгокрил звичайний | [[]] ()                     |
| 62 | [[Файл:\|100пкс\|]] | Підковик [[]] ,                       |                 | | [[]] — [[]] | [[]] ()                     |
| 63 | [[Файл:\|100пкс\|]] | Нічниця [[]] ,                        |                 | | [[]] — [[]] | [[]] ()                     |
| 64 | [[Файл:\|100пкс\|]] | Вухань [[]] ,                         |                 | | [[]] — [[]] | [[]] ()                     |
| 65 | [[Файл:\|100пкс\|]] | Широковух [[]] ,                      |                 | | [[]] — [[]] | [[]] ()                     |
| 66 | [[Файл:\|100пкс\|]] | Вечірниця [[]] ,                      |                 | | [[]] — [[]] 8 видів. | [[]] ()                     |
| 67 | [[Файл:\|100пкс\|]] | Гіпсуг [[]] ,                         |                 | | [[]] — [[]] Політипний рід (18 видів). Донедавна розглядався у складі Vespertilio або Pipistrellus. Представлений в Україні маргінальними популяціями (Крим) лише одного виду, поширеного в гірських районах Євразії. | [[]] ()                     |
| 68 | [[Файл:\|100пкс\|]] | Лилик [[]] ,                          |                 | | [[]] — [[]] Небагатий за видовим складом рід (2 види). Раніше у склад роду вкл. нетопирів і пергачів (Pipistrellus, Eptesicus), а часто й вечірниць (Nyctalus), тобто більшість Vespertilioninae (кажанів з широкою епіблемою). Звужене розуміння обсягу роду набуло визнання лише в кінці 20 ст. | [[]] ()                     |
| 69 | [[Файл:\|100пкс\|]] | Пергач [[]] ,                         |                 | | [[]] — [[]] Політипний рід (23 види). Раніше один з наявних в Україні видів (nilssonii) виокремлювали у підрід або рід Amblyotus. Показано значний ступінь подібності всіх видів, не викл. широка гібридизація між ними. Один з видів, поширених в Україні, описано лише 2009 р. (E. lobatus). | [[]] ()                     |
| 70 |                     | Нетопир Pipistrellus Kaup, 1829       | 4               | 4 | Pipistrellus nathusii — нетопир лісовий найдрібніший кажан фауни Європи; нетопири характерні переважно для лісових районів і є переважно дендрофілами (колонії переважно в дуплах дерев); перелітні, полюють на літаючих комах. Один з видів — нетопир білосмугий — інвазійний, осілий і характерний для урбоекосистем.                                                                                 | Лиликові (Vespertilionidae) |
| 71 | [[Файл:\|100пкс\|]] | Тадарида [[]] ,                       |                 | | [[]] — [[]] 10 видів. Чітко відокремлений вид, знахідки якого в Україні (Крим) базуються на реєстрації окремих УЗ-сигналів, фантом, знахідки якого не підтверджені жодним морфологічних зразком чи фотодокументом. Найближчі достовірні знахідки стосуються Західного Кавказу і Балкан. | [[]] ()                     |
| ряд Хижоподібні — Caniformes (давня назва — «Хижі (Carnivora)»).                                                    |                     |                                       |                 | | |                             |
| 72 | [[Файл:\|100пкс\|]] | Єнот [[]] ,                           |                 | | [[]] — [[]] Монотипний (в обсязі сучасної фауни) рід, описаний спочатку як вид роду Canis (що вплинуло на поширення зооніма за основі родової назви «пес»). Розглядається як одна з найпримітивніших груп сучасних Canidae. Інтродукований у І пол. 20 ст., широка інтродукція у 1950-х рр. | [[]] ()                     |
| 73 | [[Файл:\|100пкс\|]] | Пес [[]] ,                            |                 | | [[]] — [[]] Політипний рід (6 видів), три з яких відомі у фауні України (вкл. свійських Canis familiaris, яких останнім часом розглядають в межах Canis lupus). З кінця 20 ст. йде експансія шакала. | [[]] ()                     |
| 74 | [[Файл:\|100пкс\|]] | Ведмідь [[]] ,                        |                 | | [[]] — [[]] | [[]] ()                     |
| 75 | [[Файл:\|100пкс\|]] | Лис [[]] ,                            |                 | | [[]] — [[]] Політипний рід (12 видів), представлений у фауні України двома видами. Нерідко лисів з України відносять до 1 виду, без уваги до можливих знахідок іншого, рідкісного (Vulpes corsac). Часто розглядають у складі Canis або разом з останніми у складі триби Canini. | [[]] ()                     |
| 76 | [[Файл:\|100пкс\|]] | Мустела [[]] ,                        |                 | | [[]] — [[]] | [[]] ()                     |
| 77 | [[Файл:\|100пкс\|]] | Візон [[]] ,                          |                 | | [[]] — [[]] | [[]] ()                     |
| 78 | [[Файл:\|100пкс\|]] | Куна [[]] ,                           |                 | | [[]] — [[]] | [[]] ()                     |
| 79 | [[Файл:\|100пкс\|]] | Росомаха [[]] ,                       |                 | | [[]] — [[]] | [[]] ()                     |
| 80 | [[Файл:\|100пкс\|]] | Перегузня [[]] ,                      |                 | | [[]] — [[]] | [[]] ()                     |
| 81 | [[Файл:\|100пкс\|]] | Борсук [[]] ,                         |                 | | [[]] — [[]] Політипний рід, представлений у світовій фауні низкою аловидів (звичайно розрізняють три), з яких в Україні представлена тільки типова форма. Добре відокремлений рід на рівні палеарктичної фауни. | [[]] ()                     |
| 82 | [[Файл:\|100пкс\|]] | Видра [[]] ,                          |                 | | [[]] — [[]] | [[]] ()                     |
| ряд Оленеподібні — Cerviformes (давня назва — «Парнокопитні (Artiodactyla)»).                                       |                     |                                       |                 | | |                             |
| 83 |                     | Козел Capra                           | 1               | Capra hircus — козел свійський | Бикові (Bovidae) |                             |